# Narnia: Morgenvandrerens rejse (film)
Narnia: Morgenvandrerens Rejse (The Chronicles of Narnia: The Voyage of the Dawn Treader) er en amerikansk spillefilm fra 2010, instrueret af Andrew Adamson. Filmen er baseret på romanen  Morgenvandrerens rejse af C.S. Lewis. Den havde premiere i de danske biografer i december 2010.
Det er også den første narniafilm der er kommet ud i 3D.

## Handling
De to Pevensie søskende Edmund og Lucy er på ferie hos deres irriterende fætter Eustace Scrubb, da de pludselig ender i Narnia. Her møder de prins Caspian, der er draget ud for at lede efter syv af hans fars venner, der er forsvundne ved Ødeøerne, men han har samtidig et mål om at sejle til den anden side af verdens ende.

## Disneysamarbejdet
De to foregående film Narnia: Løven, heksen og garderobeskabet og Narnia: Prins Caspian blev lavet af Walden Media og Disney, men Disney valgte at gå ud af projektet, da de ikke mente, at Narnia: Prins Caspian havde indtjent det forventede i forhold til den første, Narnia: Løven, heksen og garderobeskabet, som havde meget stor succes i biograferne.
Efter at Disney var gået ud af projektet, så det et stykke tid ud som om, at der ikke ville blive lavet flere film, men efterfølgende er 20th Century Fox gået ind i projektet på Disney's plads.

## Rolleliste
| Rolle                   | Skuespiller    |
| ----------------------- | -------------- |
| Prins Caspian           | Ben Barnes     |
| Lucy Pevensie           | Georgie Henley |
| Edmund Pevensie         | Skandar Keynes |
| Eustace Clarence Scrubb | Will Poulter   |
| Reepicheep              | Simon Pegg     |
| Aslan                   | Liam Neeson    |
| Liliandil               | Laura Brent    |